# Universität Bangui
Die Universität Bangui (franz. Université de Bangui) ist eine staatliche Universität in Bangui, in der Zentralafrikanischen Republik. Sie ist eine von zwei Universitäten des Landes neben der 2008 gegründeten internationalen Euclid-Universität.

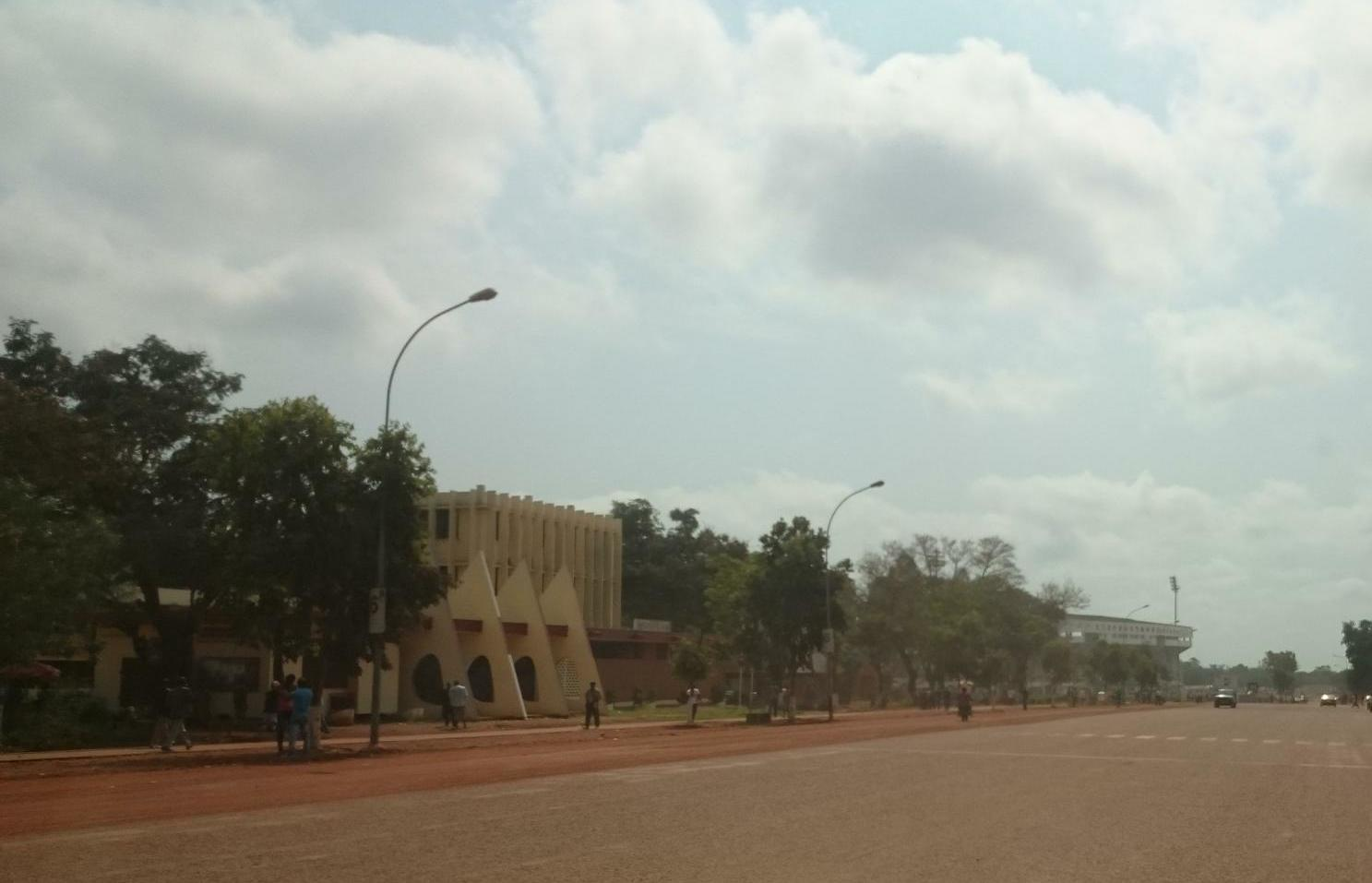
Universität an der Avenue des Martyrs, Bangui
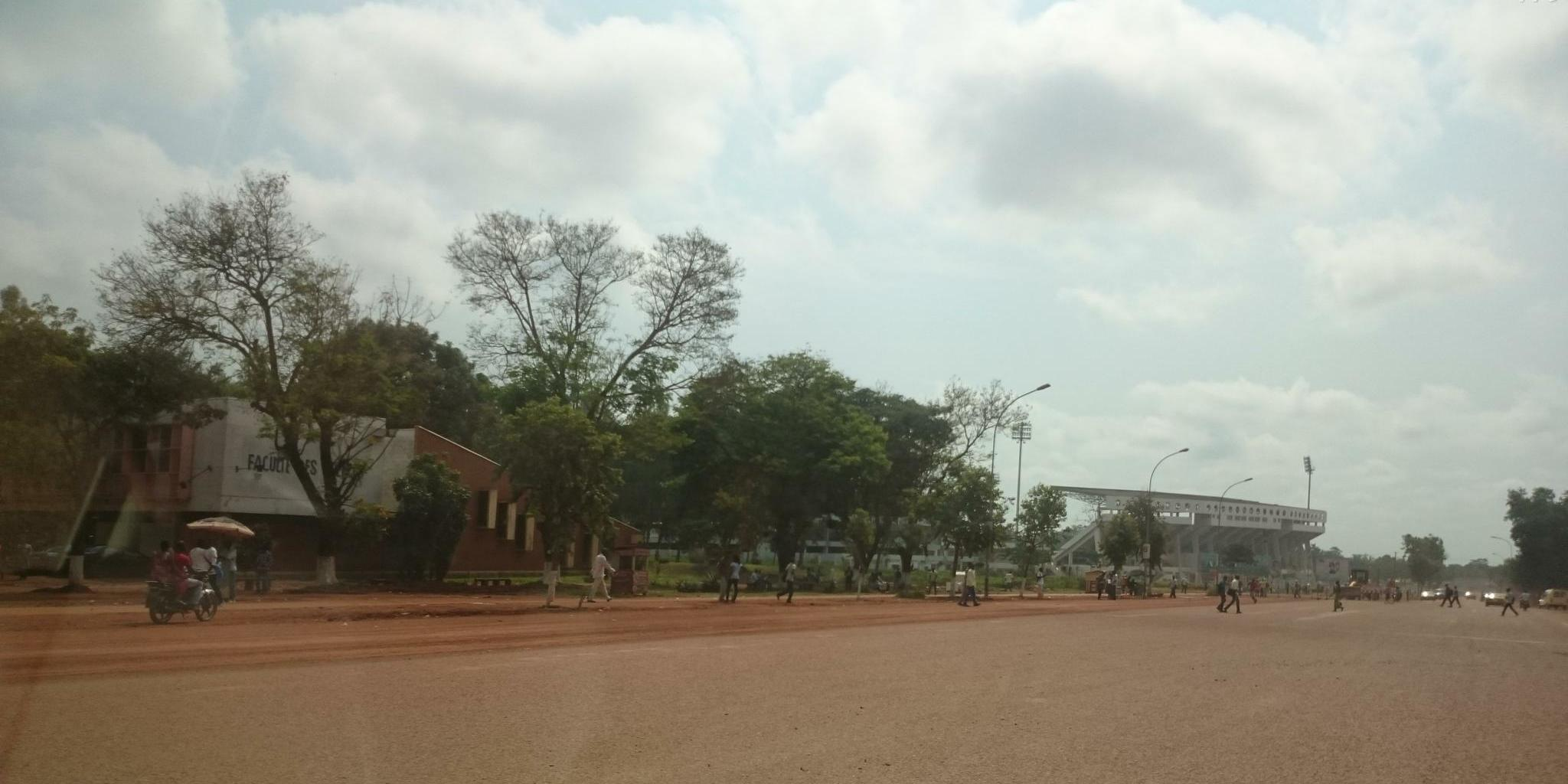
Universität an der Avenue des Martyrs, Bangui

## Geschichte
Die Universität wurde am 12. November 1969 gegründet, nachdem das FESAC-Programm (Fondation de l’enseignement supérieur en Afrique centrale) für ehemalige französische Kolonien aufgelöst wurde. Im Rahmen dieses Programms besaß Bangui ein Forschungszentrum für Landwirtschaft. Ziel der neugegründeten Universität war vor allem die Ausbildung von nationalen Führungskräften. Heute arbeitet der größte Teil der Absolventen für den Staat.

## Institutionelle Gliederung
Die Universität ist in fünf Fakultäten gegliedert, die wiederum in weitere Abteilungen unterteilt sind. Dies sind die Fakultät für Gesundheitswissenschaften (FACSS), die Fakultät für Wirtschaftswissenschaften und Management (FASEG), die Fakultät für Rechts- und Politikwissenschaften (FSJP), die Fakultät für Naturwissenschaften (FS) und die Fakultät für Geisteswissenschaften (FLSH). Weiterhin gibt es vier Institute und eine Berufsschule sowie neun Forschungszentren.
Rektor ist Gustave Bobossi Serengbe.

## Forschung und Lehre
Neben der Landwirtschaft sind auch die Naturwissenschaften, Jura, Wirtschaftswissenschaften, ländliche Entwicklung und Geisteswissenschaften vertreten. Die erste Promotion an der Universität Bangui wurde im Jahr 2009 abgenommen.